# Diego de los Roeles

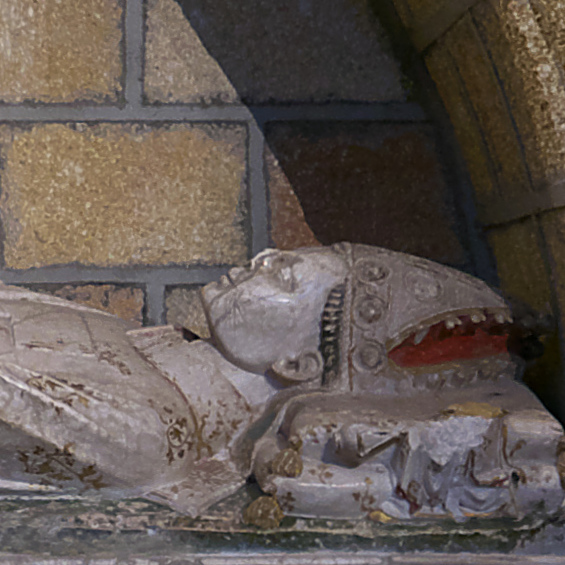
Diego de las Roelas, en la Capilla de la Claustra, Catedral de Ávila.

Diego de los Roeles fue un religioso castellano que ejerció como obispo de Ávila entre 1378 y 1394.
El cronista Gil González Dávila dice que fue natural de Toledo y erróneamente señala que era señor de la mitad de Fuensalida, cuando en realidad lo fue Diego Gómez de Fuensalida, obispo años más tarde. Hacia 1378, probablemente cuando Roeles ya era obispo, un grupo de hombres de la tercera orden de san Francisco, encabezados por un individuo llamado Fernando, pidieron un cenobio. Roeles les otorgó, con el consentimiento del capítulo catedralicio, el eremitorio de Santa María de la Mejorada, próximo a Olmedo. En 1390, el capítulo de la catedral les otorgó entonces posesiones y tierras; de hecho, aquel monasterio fue posteriormente un receptor de donaciones y de mecenazgo de los monarcas castellanos, como Juan I. Dentro de la ciudad de Ávila, en 1378 se otorgó la antigua parroquia de San Silvestre como convento para religiosos del Carmen, que se incorporó a la orden de santo Domingo. Por otra parte, González Dávila atribuye a Roeles, posiblemente de forma errónea, la fundación del convento de la orden de San Agustín en Arenas de San Pedro, también asignado a Gómez de Fuensalida en 1436, según el abate Tirón.
El 4 de julio de 1384, Roeles celebró un sínodo diocesano en la población de Bonilla de la Sierra, cuyas disposiciones perduraron un siglo, hasta el sínodo de 1481 celebrado por Alfonso de Fonseca, algo inusual habiéndose celebrado otros sínodos entre estas dos fechas. Una de sus disposiciones fue sobre los sacramentos, especialmente sobre la sacralidad del matrimonio, afirmando que «este deberia ser fecho públicamente en faz de la Eglesia entre El marido te la muger». También fue el compilador de las primeras constituciones abulenses que databan de 1250, que fueron confirmadas más tarde por el papa León X en 1519, y que se mantuvieron vigentes en la diócesis  hasta 1760.
Dice González Dávila que Roeles acompañó a Juan I en una campaña en Carmona a luchar contra los musulmanes y que murió posiblemente allí. El obispo fue enterrado en la catedral de Ávila, en la capilla mayor, en el lado del evangelio.